# Desire (canción de Do As Infinity)
«Desire» es el séptimo sencillo lanzado por la banda Do As Infinity. Lanzado en enero del 2001, siendo el primero de este año.

## Información
«Desire» se convirtió en uno de los primeros éxitos ya conocido como tal de la banda, ya que fue el primero en entrar dentro del Top 10 de las listas de Oricon de Japón.
El lado-b del sencillo, "CARNAVAL", es prácticamente igual a "Desire" (tienen el mismo ritmo), pero la diferencia entre las dos está dentro de las letras. Mientras "CARNAVAL" habla del placer desde un punto de vista del hombre, "Desire" lo hace desde el punto de vista de la mujer. Ambas canciones fueron escritas por Dai Nagao, dejando entrever el gran talento de Nagao como intérprete. Este sencillo fue el último de la banda para el que fueron hechos remixes; tras esto la banda tomaría rumbos musicales ligados más al rock/punk.

## Canciones
1. «Desire»
2. «Holiday»
3. «CARNAVAL»
4. «Faces» (3SVRemix)
5. «Desire» (Instrumental)
6. «Holiday» (Instrumental)
7. «CARNAVAL» (Instrumental)

- Datos: Q1323697